# شتيفان بيرتالان
شتيفان بيرتالان (بالرومانية: Ștefan Birtalan)‏ مواليد 25 سبتمبر 1948 في رومانيا، هو لاعب كرة يد روماني سابق أصبح مدرباً لعب كظهير. مثل منتخب رومانيا لكرة اليد في 231 مباراة. شارك في دورة الألعاب الأولمبية الصيفية سنة 1972. فاز بجائزة أفضل لاعب في العالم في 1974، 1976 و1977.

## الميداليات
| الميدالية | المسابقة                           |
| --------- | ---------------------------------- |
| فضية      | الألعاب الأولمبية الصيفية 1976     |
| برونزية   | الألعاب الأولمبية الصيفية 1972     |
| برونزية   | الألعاب الأولمبية الصيفية 1980     |
| ذهبية     | بطولة العالم لكرة اليد للرجال 1974 |

## روابط خارجية
- شتيفان بيرتالان على موقع اللجنة الأولمبية الدولية (الإنجليزية)
- شتيفان بيرتالان على موقع أوليمبيديا (الإنجليزية)
- شتيفان بيرتالان على موقع اللجنة الأولمبية الرومانية (الرومانية)